# Изамбар, Себастьен
Себастье́н Изамба́р (7 марта 1973, Париж, Франция) — французский популярный исполнитель, один из четырёх солистов группы Il Divo.

## Биография
Себастьен Изамбар родился в 1973 году в Париже в бедной семье. Родители расстались, когда ему было 6 лет, и он остался жить с матерью. С детских лет интересовался музыкой, самостоятельно научившись играть на разных музыкальных инструментах.
Себастьен начал свою музыкальную карьеру как исполнитель популярной музыки во Франции, записав несколько альбомов (в частности, Libre, 2000). Одна из композиций из этого альбома (фр. Si Tu Savais) занимала первые места во французских чартах. Также он получил известность в качестве композитора, пианиста и гитариста. В 2001 году принял участие в совместном концерте вместе с Джонни Холлидеем в зале «Олимпия» в Париже.
В следующем году Себастьен сыграл роль Бизнесмена в известном мюзикле Риккардо Коччанте «Маленький принц» (фр. Le Petit Prince). Кроме этого, он принимал участие в ряде постановок, организованных театральным коллективом «La Troupe».
Помимо родного французского, владеет ещё английским и испанским языками.

## В составе Il Divo

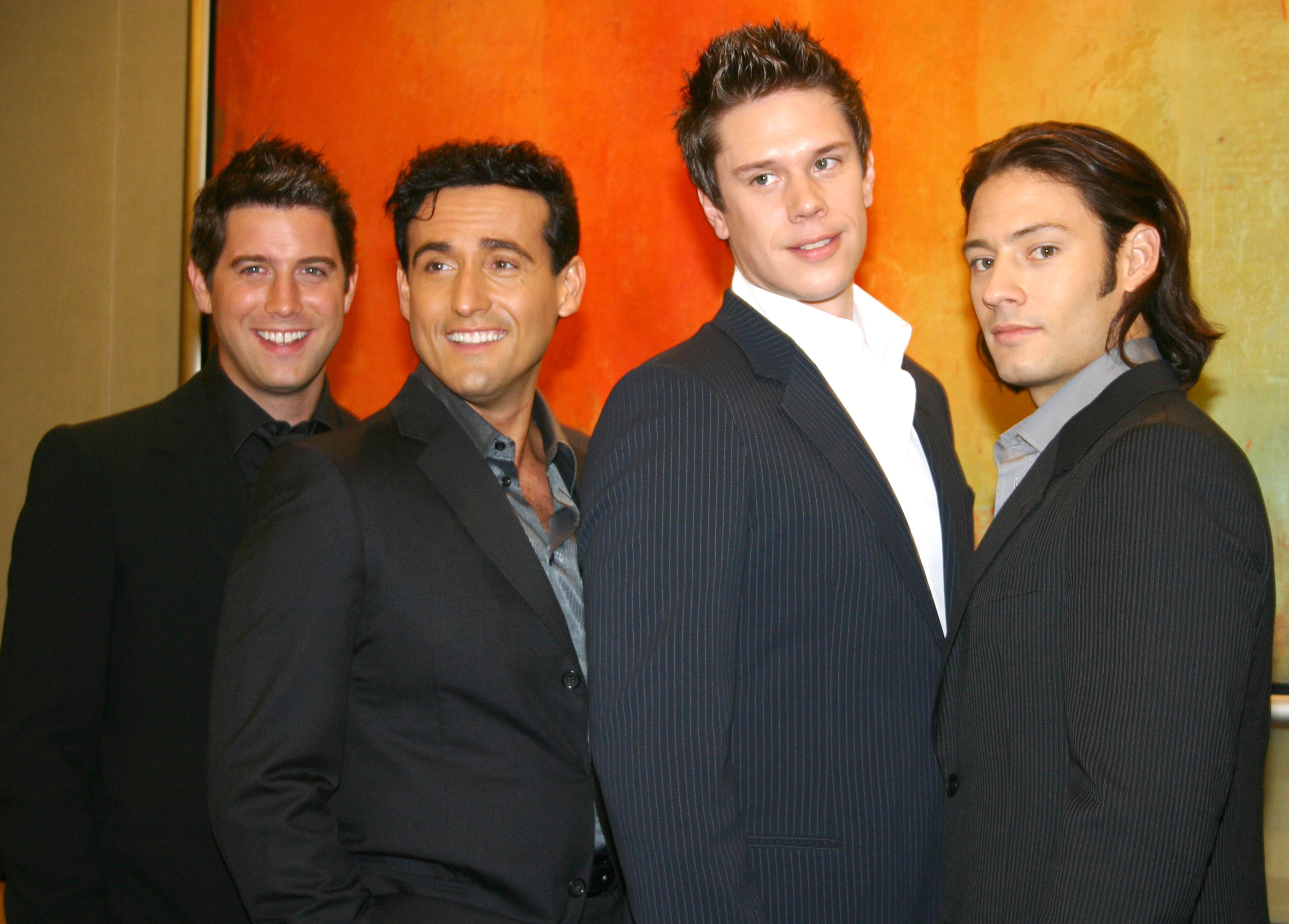
Группа Il Divo в Гонконге (2005). Себастьян Изамбар — крайний слева.

В конце 2003 года Себастьен Изамбар был приглашён для участия в новом музыкальном проекте — Il Divo. В группе Изамбар является единственным солистом, не имеющим консерваторского образования. Уже в начале 2004 года был записан первый совместный альбом квартета — «Il Divo». Затем группой был записан целый ряд музыкальных альбомов, занявших первые места в музыкальных чартах многих стран Северной Америки, Европы и других стран мира, а также проведены мировые турне.

## Личная жизнь
В 2008 году женился на Рене Мерфи (англ. Renee Murphy), бывшей сотруднице компании Sony BMG, с которой он познакомился в Австралии в 2005 году во время турне Il Divo по этой стране. Дети — сын и дочь (близнецы) — Лука и Роза (р. 20.03.2008) и сын Джуд (р. 20.05.2011).
11 сентября 2018 года Рене начала бракоразводный процесс, который завершился в феврале 2019 года. 3 мая 2019 года Себастьян объявил на своей странице в Facebook, что он и Рене расстались.
В интервью в Боливии 29 мая 2019 года он подтвердил, что у него есть девушка.

## Участие в благотворительности
Себастьен Изамбар на протяжении многих лет принимает активное участие в деятельности благотворительной организации «Assistance Medicale Toit du Monde», занимающейся оказанием помощи больным детям и сиротам. Также в начале 2000-х годов он, наряду с многими известными французскими артистами, записал альбом «Noël Ensemble», доходы от продажи которого пошли в фонд по борьбе со СПИДом.

## Дискография
- Libre[англ.] (2000)
- Libre — Сингл (2000)
- J’t'en Veux — Single (2000)
- We came here to love[исп.] (2017)

### В составе Il Divo

#### Студийные альбомы
1. 2004 — Il Divo
2. 2005 — Ancora
3. 2006 — Siempre
4. 2008 — The Promise
5. 2011 — Wicked Game
6. 2013 — A Musical Affair
7. 2015 — Amor & Pasión[англ.]
8. 2018 — Timeless[исп.]
9. 2021 — For Once in My Life: A Celebration of Motown

#### Special Christmas
1. 2005 — The Christmas Collection

#### Сборники
1. 2012 — The Greatest Hits

#### Концертные альбомы
1. 2009 — An Evening with Il Divo - Live in Barcelona
2. 2014 — Live in Japan[англ.]

#### Специальные выпуски
1. 2005 — Il Divo. Gift Edition
2. 2006 — Christmas Collection. The Yule Log
3. 2008 — The Promise. Luxury Edition
4. 2011 — Wicked Game. Gift Edition
5. 2011 — Wicked Game. Limited Edition Deluxe Box Set
6. 2012 — The Greatest Hits. Gift Edition
7. 2012 — The Greatest Hits Deluxe Edition
8. 2014 — A Musical Affair. Exclusive Gift Edition
9. 2014 — A Musical Affair. French Versión

#### Синглы
- Mama[англ.] (2005)
- Un-Break My Heart (2005)
- O Holy Night (2005)
- I Believe in You[англ.] (2006)
- The Time of Our Lives (Il Divo и Тони Брэкстон)[англ.] (2006)
- Nights in White Satin (2006)
- Amazing Grace (2008)
- Wicked Game (Melanchonia) (2011)
- Por una cabeza (2015)
- Si voy a perderte[англ.] (Don’t wanna lose you) (2015)
- Bésame mucho (2015)
- Abrázame[англ.] (2015)
- Quizás, quizás, quizás (2015)
- We Came Here To Love[исп.]